# ZTS Plastyk
ZTS Plastyk – pruszkowska firma produkująca skalowane modele do sklejania samolotów, okrętów i śmigłowców z tworzywa sztucznego. Jest najstarszą tego typu firmą w  Polsce, działa od 1945 roku.

## Modele ZTS Plastyk
ZTS Plastyk posiada w ofercie modele maszyn polskich lub z polskimi oznaczeniami. Modele śmigłowców oraz samolotów tej firmy są dostępne w skali 1:72. Kilka modeli wytwarzanych w innych skalach zostało wycofanych z produkcji. Okręty są dostępne w skali 1:500.